# 鄭氏肥角鍬形蟲
鄭氏肥角鍬形蟲（學名：Aegus jengi），台灣特有種鍬形蟲，模式產地為陽明山國家公園的面天山，為中华人民共和国鍬形蟲愛好者黃灝與中華民國鍬形蟲愛好者陳常卿於2016年底共同發表的肥角鍬形蟲。

## 基本資料
公蟲體長12.3—19.5（0.48—0.77英寸）、母蟲體長12.5—15（0.49—0.59英寸）。

### 書目
- 張永仁. . 臺灣: 遠流. 2006-06-01 [2006]. ISBN 957-325-783-1 （中文）.（繁體中文）

## 外部連結
- Two new species of stag beetles from Taiwan （页面存档备份，存于）
- 張永仁的花蟲戀 ，台灣新增2種新種鍬形蟲 （页面存档备份，存于）